# Kunzum-Pass
Der Kunzum-Pass (auch Kunzum La) überquert den Westhimalaya im indischen Bundesstaat Himachal Pradesh.
Über den 4550 m hoch gelegenen Kunzum-Pass führt eine Straßenverbindung vom Oberlauf des Chandra im Südwesten ins Spitital im Nordosten. Die Passstraße verbindet somit den westlichen Teil (Lahaul) mit dem östlichen Teil Spiti des Distrikts Lahaul und Spiti. Unweit der Passhöhe befindet sich eine Tempelanlage.